# Psapharochrus cylindricus
Psapharochrus cylindricus là một loài bọ cánh cứng trong họ Cerambycidae.